# سيتي قاسم
سيتي قاسم هي سياسية من جزر القمر. ولدت في 5 أغسطس 1961 في مباتسي.

## حياتها
أكملت دراستها في جامعة جزر القمر بعد تخرجها من ثانوية فومبوني عام 1980. وحصلت علي درجة في التدريس للجامعات الريفية.

## حياتها المهنية
بدأت حياتها المهنية كمعلمة تاريخ وجغرافيا في جامعة موهيلي الريفية من 1988 إلي 1999. وفي عام 2002 تولت قيادة منظمة غير حكومية تسمى «ديا». شاركت في البرنامج السنوي من 2002 إلي 2006 كجزء من التمويل التطويري الأوروبي الثامن كمديرة محلية. كما أنها رئيسة شبكة وزراء المرأة الأفريقية والبرلمانية في جزر القمر من 2008 إلي 2010. بدأت مسيرتها المهنية في الحكومة من 27 مايو 2006 عندما تولت وزارة الزراعة والثروة السمكية والبيئة  إلى عام 2008 كانت وزيرة التوظيف والعمل والتدريب المهني وريادة الأعمال النسائية والمتحدث الرسمي باسم الحكومة منذ 31 مايو 2011. احتفظت بمنصبها كوزيرة.